# Hahnenstraße (Hannover)
Die Hahnenstraße in der Nordstadt von Hannover führt von der Straße Im Moore zur Callinstraße und folgt einem jahrhundertealten Feldweg nördlich der Altstadt der niedersächsischen Landeshauptstadt.

## Geschichte und Beschreibung
Die Anfänge des Verlaufs der Hahnenstraße gehen zurück auf die Zeit vor dem Dreißigjährigen Krieg, als die Hannoveraner Bürger etwa ab dem Jahr 1600 ihre außerhalb der alten Stadtbefestigung Hannovers gelegenen Ländereien an Kleinbürger verpachteten: Diese Gartenleute, die sogenannten „Gartenkosaken“, betrieben von ihren selbsterbauten Katen aus zwischen den Feldern Gartenbau vor allem zur Selbstversorgung.

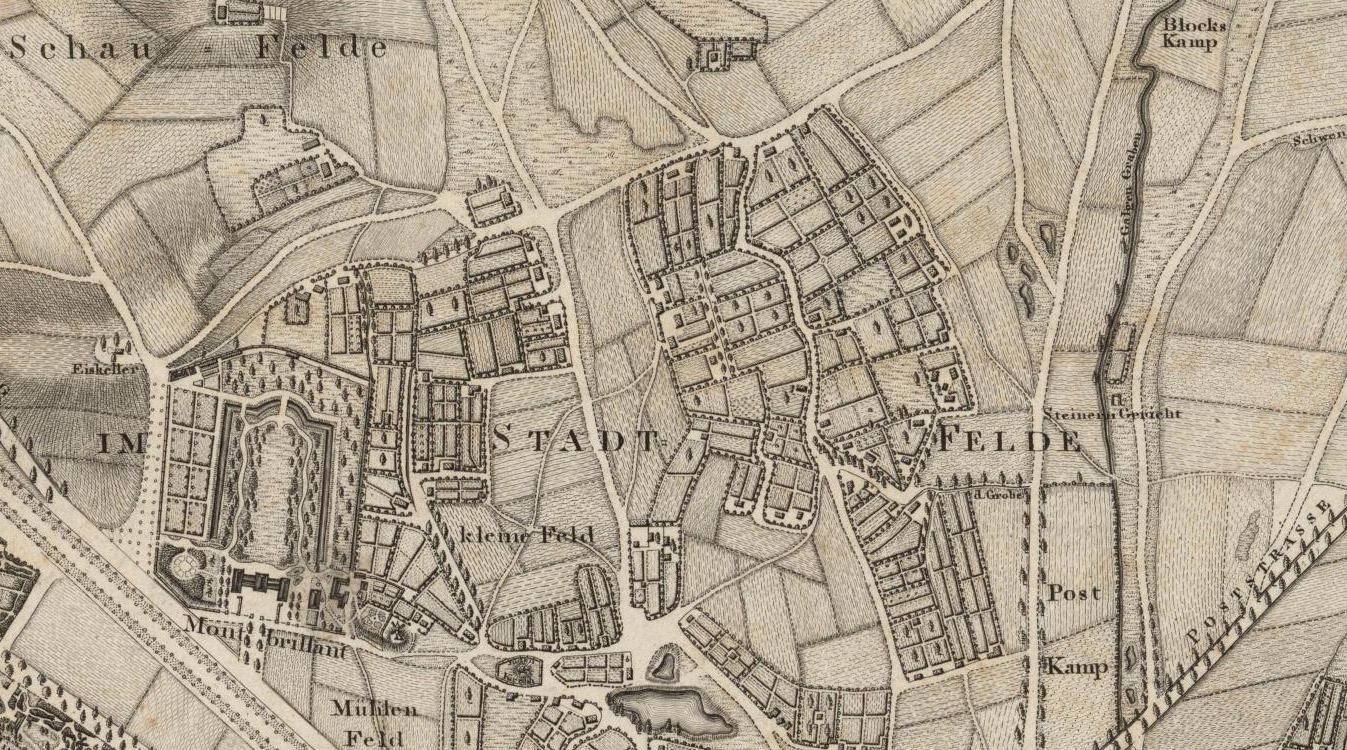
Plan „Hannover“ (Ausschnitt) von Pentz und Bennefeld von 1807; die spätere Hahnenstraße läuft nördlich des Parks von Schloss Montbrillant auf einen Eiskeller zu;
Kupferstich von Franz, Berlin

Zur Zeit des Kurfürstentums Hannover entstand um 1750 zwischen den Feldern nördlich der Altstadt ein Feldweg, den die Ingenieur-Geographen Inspektor Pentz und Leutnant Ludwig Bennefeld während der sogenannten „Franzosenzeit“ vermaßen und zeichneten und auf ihrem Plan von Hannover mit Umgebung als Kupferstich bei „Franz“ in Berlin drucken ließen. Ihre Aufnahme zeigte südlich der Ländereien „im Schau-Felde“ und nördlich der barocken Wegeführung von Schloss Monbrillant zwei etwa parallel verlaufende Wege, die sich von einem eingehegten Garten im Osten zu einem Eiskeller im Westen schlängelten. Der südliche der beiden Wege – im Verlauf der heutigen Hahnenstraße – war im ersten Abschnitt mit einer höheren Baumreihe bestanden und setzte sich dann anfangs mit kleineren Bäumen fort, bevor beide Wege am Eiskeller nördlich einer parallel zur Schlossgartenanlage gepflanzten Allee auf freiem Feld zusammenliefen.
Als planvoll befestigte Straße wurde die Hahnenstraße jedoch erst zur Zeit des Königreichs Hannover angelegt. Laut den Hannoverschen Geschichtsblättern war sie „nach dem daran liegenden Wirtshause ‚Zum schwarzen Hahn‘“ benannt und entstand als eine der älteren Straßen der heutigen Nordstadt anstelle des bisherigen Feldweges im Jahr 1845 im Zuge der Industrialisierung, die mit dem Bau der hannoverschen Eisenbahn einherging und insbesondere in der Nordstadt zur Ansiedlungen von Fabriken und kleinerer Manufakturen führte. Kurz nach der Gründerzeit des Deutschen Kaiserreichs wurde 1874 zunächst die Asternstraße angelegt als eine Verbindung zum westlichen Ende der Hahnenstraße. Ein Teil der Hahnenstraße wurde 1887 zu Ehren des Pädagogen Ferdinand Callin in Callinstraße umbenannt. Nach der Anlage der Fliederstraße 1892 als weitere Verbindung zwischen der Hahnen- und der Asternstraße erfolgte schließlich um 1895 eine einheitliche Überplanung in den drei Straßen, deren äußeres Erscheinungsbild heute in großen Teilen heute als Gesamtanlage unter Denkmalschutz steht.

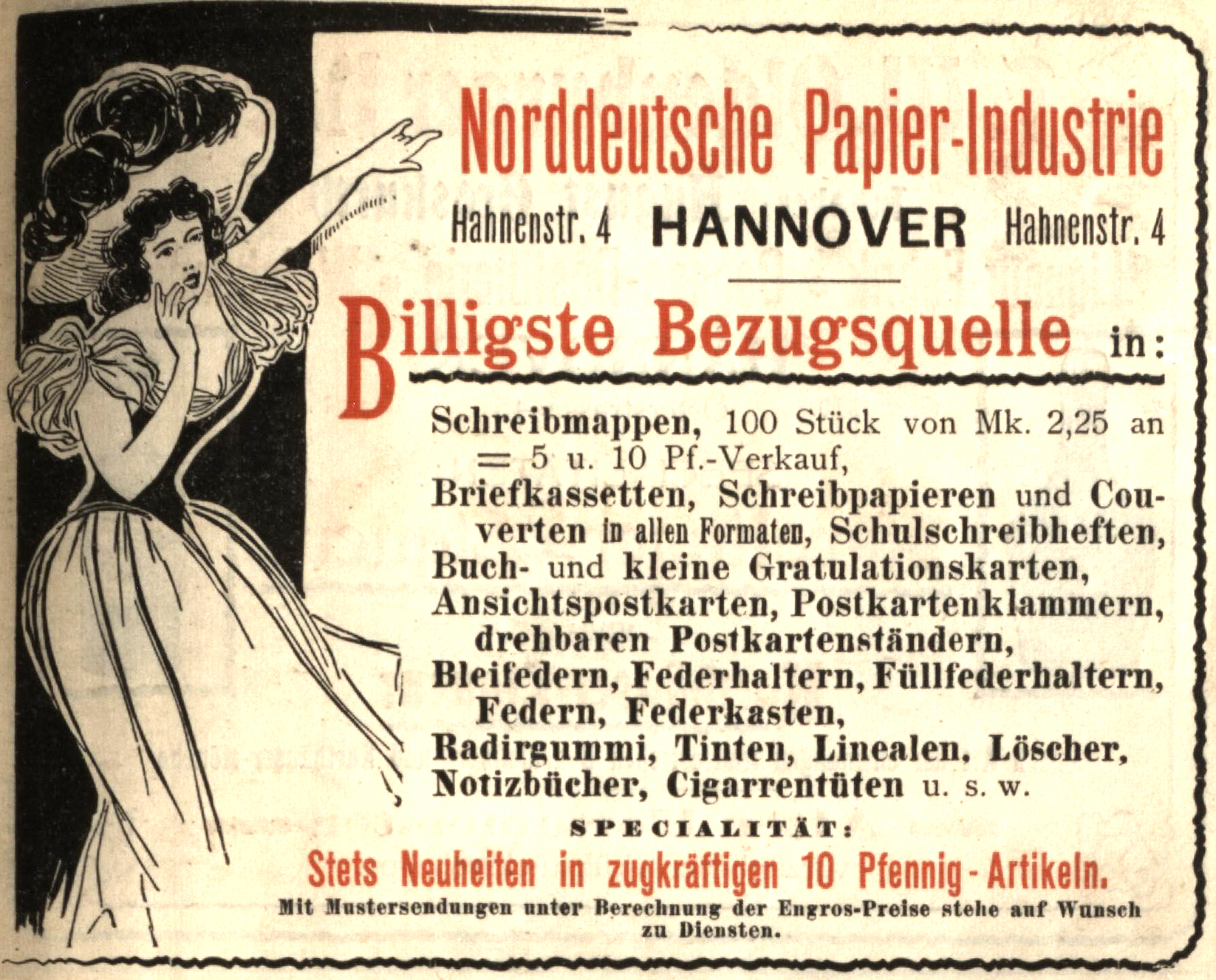
Jugendstil-Reklame der Norddeutschen Papier-Industrie mit Sitz im Haus Hahnenstraße 4

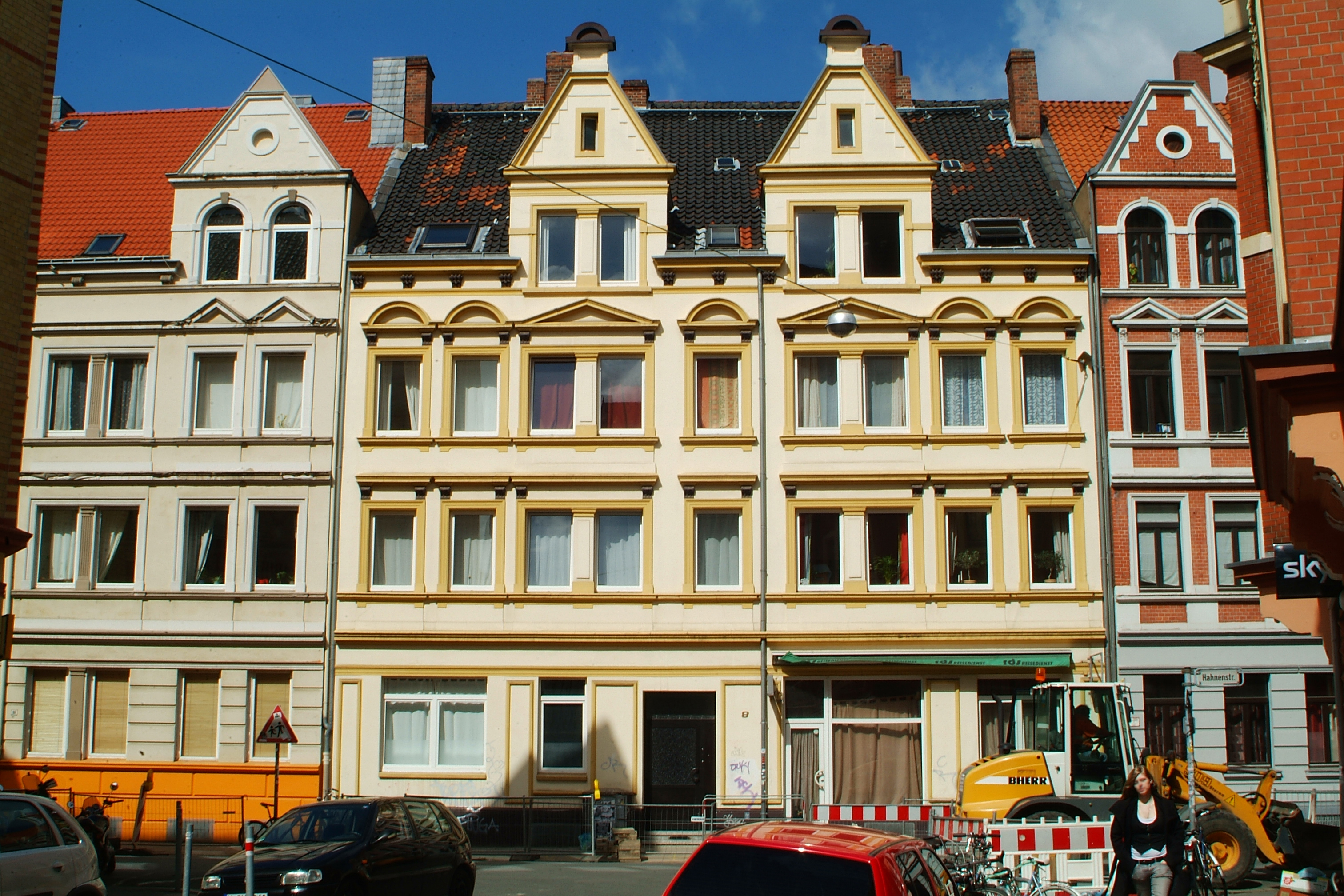
Blick von der Fliederstraße auf das denkmalgeschützte Doppelhaus Hahnenstraße 8

Ende des 19. Jahrhunderts entstand auf diese Weise in der Hahnenstraße ein geschlossener Baublock mit überwiegend verputzen Baukörpern, deren Fassaden mit Elementen der Neorenaissance dekoriert wurden: Über gefugten, verputzten Sockelgeschossen wurden durchlaufende, profilierte Gesimse installiert, die plastischen Fenstereinfassungen durch Pilaster und Giebel-Verdachungen verziert. Dabei wurde die gerade Baufront an der Schauseite entlang der Straße durch starke Gliederungen der Fassaden und durch Aufbauten in den Dachzonen aufgelockert. Verschiedene Zwerchhäuser betonen entweder die Mittelachsen der Gebäude „oder bilden an den Aussenachsen rahmende Elemente.“
Anfang des 20. Jahrhunderts hieß die Straße vor der kurz zuvor erbauten damaligen Oberrealschule an der Lutherkirche ebenfalls noch Hahnenstraße. Schüler und Anwohner konnten sich, da in den meisten Gebäuden – nicht nur in der Hahnenstraße – keinerlei Badezimmer vorgesehen waren, in der „Nordstädter Badeanstalt“ im Gebäude der damaligen Mädchenberufsschule in den nach Frauen und Männern getrennten Wannen- und Duschbädern reinigen.
In den damaligen Neubauten entlang der Straße richteten sich auch Unternehmen ein wie der Ansichtskarten-Verlag Norddeutsche Papier-Industrie. Die Firma machte 1906 mit einer großformatigen Jugendstil-Anzeige im Adressbuch der Stadt Hannover auf ihren neuen Sitz im Hause Hahnenstraße 4 aufmerksam.

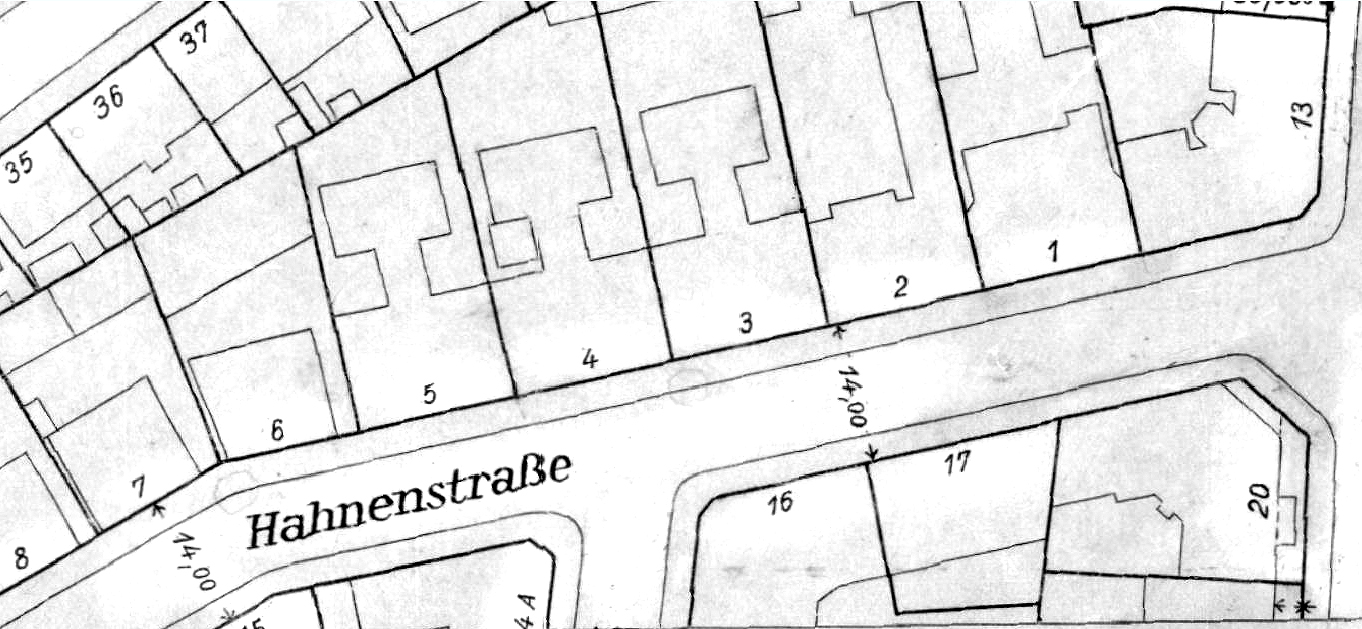
Stadtplan-Ausschnitt Hahnenstraße mit Hausnummern vor dem Zweiten Weltkrieg

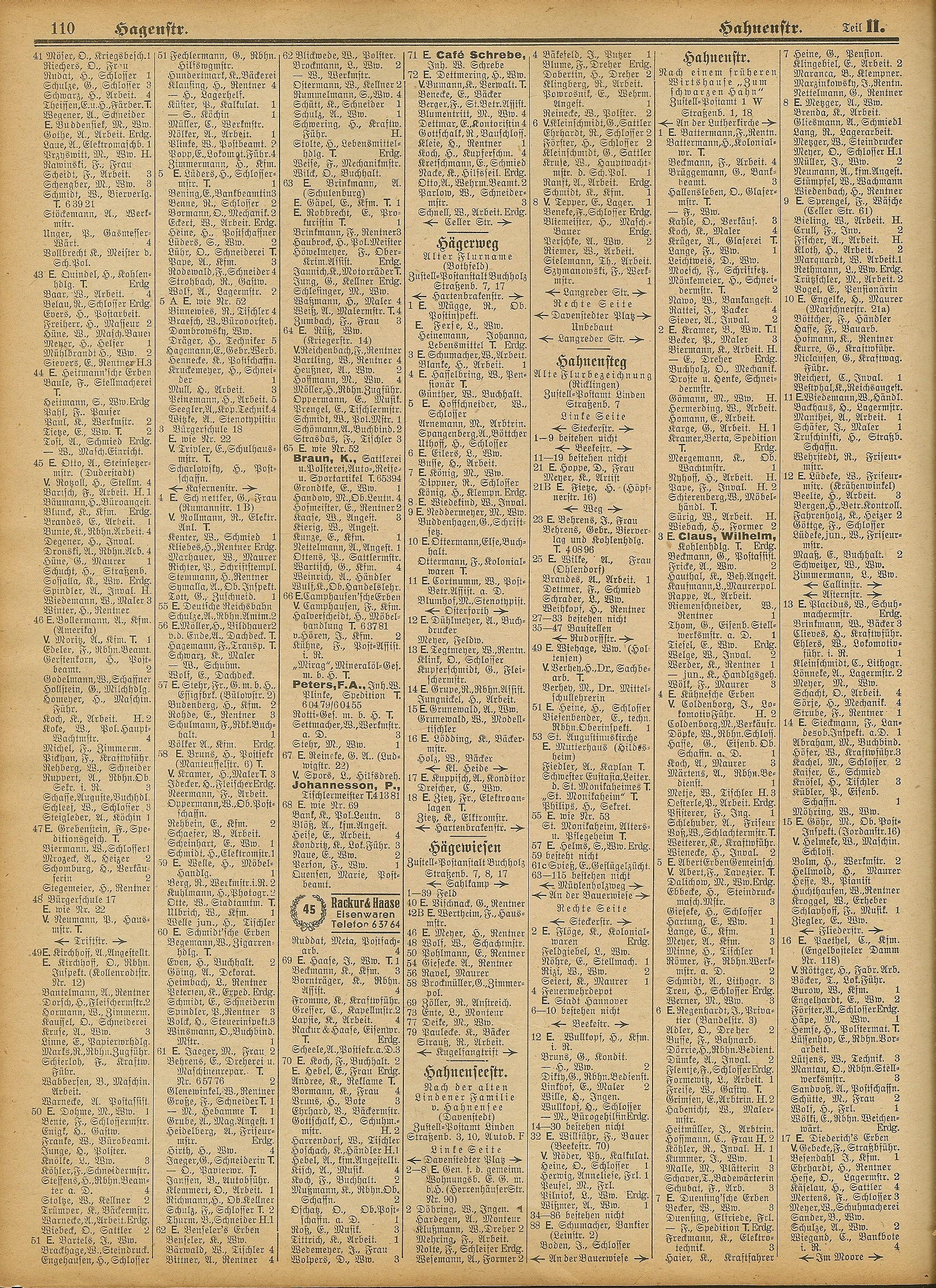
Seite aus dem Adressbuch der Stadt Hannover von 1942 mit den Namen der Eigentümer, Haushaltsvorstände und ihrer ausgeübten Berufe

Bis hinein in die Zeit des Nationalsozialismus entstanden die Arbeitskopien eines umfangreichen hannoverschen Stadtplanes mit Umrisszeichnungen und Hausnummern sämtlicher Gebäude aus der Zeit nach dem Ersten Weltkrieg; zwar blieb ein Großteil der Gebäude in der Hahnenstraße während der Luftangriffe auf Hannover im Zweiten Weltkrieg von den Zerstörungen durch Fliegerbomben verschont, doch erhielten die Gebäude in der Nachkriegszeit andere Hausnummern.
Im Zuge der 68er-Bewegung etablierte sich, insbesondere durch die Nähe zur Universität Hannover, in der Straße eine Schwulenkneipe: Zur Hannover Messe 1970 war in der Zeitschrift Du und Ich zu lesen: „Messebesuchern empfehlen wir [...] El Camino, die neue gemütliche Bar, Hahnenstr. 3“. In den späteren 1970er und 1980er Jahren war dort die „FrauenLesben“-Kneipe Club Freundin eingerichtet.

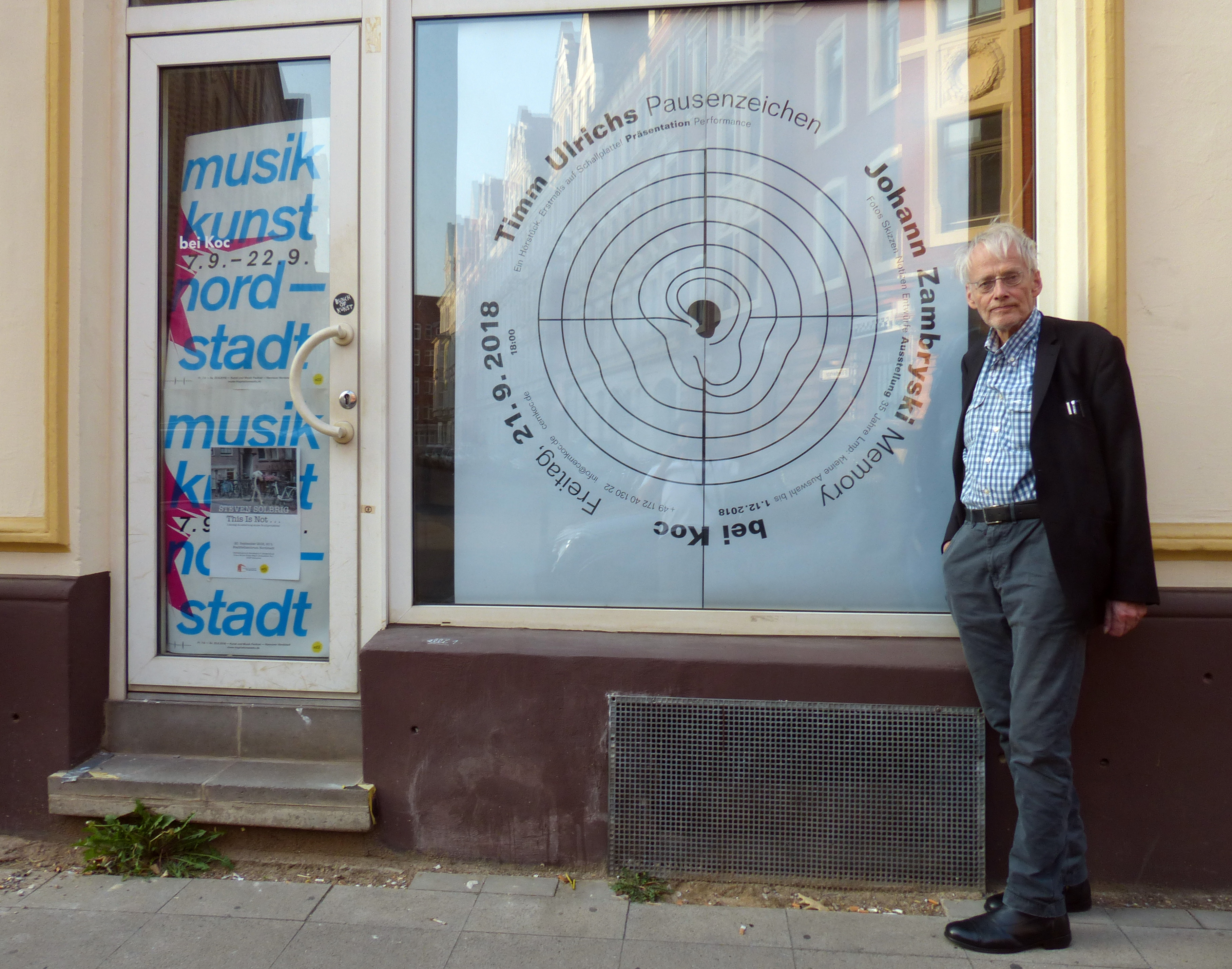
Timm Ulrichs zur Ausstellung Pausenzeichen vor der Galerie bei Koc, Hahnenstraße 8, 2018

In jüngerer Zeit hat sich in einem der ehemaligen Ladengeschäfte, das zwischenzeitlich von einem Reisebüro genutzt worden war, die Kunstgalerie bei Koc eingerichtet, die in ihren Ausstellungen beispielsweise im Jahr 2013 Werke des Künstlers Ralf-Peter Post zeigte oder 2018 eine Ausstellung mit dem Fotografen Johann Zambryski und dem Künstler Timm Ulrichs.